# Güntersberg
Güntelberg eller Gyntelberg er en nulevende dansk uradelsslægt, der er indvandret fra Pommern til Norge omkring 1500 og siden til Danmark.
Slægtens først kendte mand i Danmark er Eskild Jensen Güntelberg, der var gift med Mette Kruckow. Han var fader til Jens Eske Güntelberg, der i 1583 nævnes som ejer af Simondrop og var gift med Kirsten Mogensdatter Lille (Baden). Han var fader til provst Eski (Eske) Jensen Gyntelberg efterlod to sønner, Nicolai (Niels), der var Rigets Bygmester, og Claus, schoutbynacht og overekvipagemester. På førstnævntes andragende har kong Frederik III ved åbent brev af 1. august 1660, med Danmarks Riges Raads vilje og samtykke, stadfæstet, at Nicolai Gyntelberg og ægte afkom henregnes til den adelige stand. Men han døde uden at efterlade afkom.
Schoutbynacht Claus Eskesen Güntelberg (1639-1711) var gift: 1. gang med Elisabeth Sophie Swane (død 1697), 2. gang med Berte Marie Bacher (død 1722). Hans søn, Christian de Güntelberg (1688-1749), kommandør i Søetaten, blev gift: 1. gang 1715 med Amalie Wilken (død 1723), datter af oberst Wilken, 2. gang 1725 med Kirstine Cathrine Rabe, datter af admiral Peter Rabe. Blandt børnene var kommandørkaptajn Peter Güntelberg (1728-1780). Hans søn af 2. ægteskab, Henrik Güntelberg (1740-1817), også kommandørkaptajn, blev gift 1790 med Marie Elisabeth de Klöcker (1765-1804), datter af etatsråd Herman Lengercken de Klöcker. Deres søn, Carl Herman Frederik (1791-1842, har af ægteskabet med Louise Kirstine Kretschmer (1800-1828), efterladt afkom.
Ved kgl. åbent brev af 17. marts 1876 blev efter ansøgning fra kaptajn Aldo Friedrich Wilhelm Roller Güntelberg (1819-1891), overintendant og Ridder af Dannebrog, de her i landet værende agnatiske descendenter af den i året 1711 afdøde overekvipagemester Claus Eskesen Güntelberg anerkendte som henhørende til den danske adelsstand.